# Marion (Mississippi)
Marion é uma cidade  localizada no estado americano de Mississippi, no Condado de Lauderdale.

## Demografia
Segundo o censo americano de 2000, a sua população era de 1305 habitantes.
Em 2006, foi estimada uma população de 1381, um aumento de 76 (5.8%).

## Geografia
De acordo com o United States Census Bureau tem uma área de
7,5 km², dos quais 7,5 km² cobertos por terra e 0,0 km² cobertos por água.

## Localidades na vizinhança
O diagrama seguinte representa as localidades num raio de 28 km ao redor de Marion.